# Jaslene González
Jaslene González (Porto Rico, 29 maggio 1986) è una modella e conduttrice televisiva portoricana, vincitrice dell'ottava edizione di America's Next Top Model.

## Biografia
Jaslene González è nata a Porto Rico ed è cresciuta a Humboldt Park, quartiere di Chicago. Ha frequentato la Notre Dame High School per ragazze sul lato nord-ovest di Chicago.
Jaslene aveva già fatto esperienza come modella prima di America's Next Top Model. In una sua intervista, è stato rivelato che è apparsa in sfilate di moda per stilisti locali di Chicago, tra cui Michelle Gomez e Alexis Arquette.
Jaslene rivelò in un'intervista di essere stata violentata dal suo ex-fidanzato. Il rapporto si è concluso poco prima delle riprese della settima edizione di America's Next Top Model.

## America's Next top Model
Jaslene aveva già provato a partecipare alla settima edizione, ma fu eliminata alle semifinali. Assicurò i giudici che sarebbe tornata per partecipare all'edizione successiva. Ha infatti ritentato nell'ottava edizione e questa volta è arrivata in finale. Durante la competizione, Jaslene è stata nominata per prima quattro volte e ha vinto una sfida. Nel finale della stagione, Jaslene è stata proclamata vincitrice. È la seconda delle tre vincitrici dell'Illinois, preceduta da Adrianne Curry dell'edizione 1, seguito da McKey Sullivan dell'edizione 11.

## Premi e nomine
| Anno | Premio             | Categoria                             | per                      | Risultato |
| ---- | ------------------ | ------------------------------------- | ------------------------ | --------- |
| 2007 | Teen Choice Awards | Choice Female Reality/Variety TV Star | America's Next Top Model | Nominata  |